# Neotullbergia crassicuspis
Neotullbergia crassicuspis is een springstaartensoort uit de familie van de Tullbergiidae. De wetenschappelijke naam van de soort is voor het eerst geldig gepubliceerd in 1944 door Gisin.